# جاك كونكلين
جاك كونكلين (بالإنجليزية: Jack Conklin)‏ هو لاعب كرة قدم أمريكية أمريكي، ولد في 17 أغسطس 1994 في بلينويل في الولايات المتحدة.

## وصلات خارجية
- جاك كونكلين على موقع إي إس بي إن.كوم (أن.أف.أل)3
- جاك كونكلين على موقع مرجع كرة القدم المحترفة.كوم (الإنجليزية)